# Marshit
Marshit (Liverside 1892), chemický vzorec CuI, je krychlový minerál.

## Morfologie
Tvoří krystaly nebo jen povlaky. Na krystalech jsou vyvinuty tvary a {100}, o {111}, -o {-1.1.1}, m {311}, β {322} a řada neurčených trigontrioktaedrů. Vzhled krystalů je obvykle tetraedrický v kombinaci s {100} nebo dalšími tvary, vzácně je kubooktaedrický s vyvinutými tvary {100}, {111} a {-1.1.1}. Plochy tvarů {100} a {hkl} jsou rýhovány paralelně s hranami. Na tetraedrech není rozdíl ve kvalitě vyvinutých ploch. Někdy dvojčatí podle {111}.

## Vlastnosti
- Fyzikální vlastnosti: Tvrdost 2,5, hustota 5,59–5,71 g/cm³. Dokonale štěpný podle {110}, lom pololasturnatý, velmi křehký.
- Optické vlastnosti: Barva: bezbarvý až světle žlutý, na čerstvém povrchu je bledě červený až tmavě cihlově červený, vryp citrónově žlutý a to i u bezbarvého. Průhledný, tmavě zbarvené variety jsou jen průsvitné. Lesk diamantový až pryskyřičný.

## Naleziště
Popsán z Broken Hill (New South Wales, Austrálie) zejména z dolu Proprietary Consols v až 1 mm velkých krystalcích. Znám i z ložiska Chuquicamata (Antofagasta, Chile) v těsném prorůstání s atacamitem na trhlinách kaolinitizovaného a sericitizovaného granodioritu.